# Shock of the Hour
Albums de MC Ren
Kizz My Black Azz
(1992) The Villain in Black
(1996)
Singles
1. Same Ol' Shit
Sortie : 29 octobre 1993
2. Fuck What Ya Heard
Sortie : 26 avril 1994

Shock of the Hour est le premier album du rappeur américain MC Ren. Il est sorti le 16 novembre 1993, par Ruthless Records et Relativity Records.
L'album atteint la première place du Billboard R&B/Hip-Hop Albums avant d'être certifié disque d'or par la RIAA. Il est considéré comme l'œuvre la plus aboutie et appréciée de MC Ren.

## Historique

### Réalisation
À la suite du succès de son EP Kizz My Black Azz sorti en 1992,  et après que ce dernier soit nommé disque de platine, Ren explique qu'il était la promotion de son futur album, Life Sentence. Néanmoins, en pleine réalisation de l'album, le rappeur rejoint Nation of Islam et se convertit à l'Islam, avec l'aide de son ami DJ Train.
Cette conversion change la vision du monde de MC Ren qui décide de renommer son album Shock of the Hour. Il écrit alors de nouvelles musiques tout en conservant certains morceaux conçus précédemment, de telle sorte que plusieurs thématiques se mêlent dans l'album.

### Thèmes
Shock of the Hour est un album qui peut se scinder en deux parties. En effet, la première comprend des sons que Ren avait enregistrés avant sa conversion. Il y aborde des sujets tels que la vie dans les ghetto, l'addiction à la drogue ou encore la pauvreté.
Quant à la seconde partie, elle est fortement marquée par la religion, à la suite de la conversion du rappeur. Le son Attack on Babylon souligne cet aspect en racontant une vision prophétique des États-Unis où la guerre ferait rage. Do You Believe questionne le christianisme des noirs en s'appuyant sur l'Histoire, notamment la traite des nègres.

## Accueil critique
De manière générale, l'album est bien accueilli par la critique qui met en avant le talent de MC Ren pour son flow. Shock of the Hour est considéré comme le meilleur travail de l'ancien membre de N.W.A malgré la forte controverse dont il a été l'objet.

## Liste des titres
| No  | Titre                   | Auteur                                     | Contient un (des) sample(s) de | Durée |
| --- | ----------------------- | ------------------------------------------ | --- | ----- |
| 1.  | 11:55 (Intro)           | Tootie                                     | Cyrus' Speech du film Les Guerriers de la nuit I Walk on Gilded Splinters de Johnny Jenkins                                                 | 1:58  |
| 2.  | Same Ol' Shit           | Lorenzo Patterson, Tootie                  | Let's Get It On de Marvin Gaye Stock to the Bone de James Brown La Di Da Di de Doug E. Fresh et Slick Rick                                  | 3:58  |
| 3.  | Fuck What Ya Heard      | Dr. Jam, Lorenzo Patterson                 | | 4:08  |
| 4.  | All Bullshit Aside      | Lorenzo Patterson                          | I'm Gonna Love You Just a Little More Baby de Barry White You Can Fly de Sons of Champlin                                                   | 3:52  |
| 5.  | One False Move          | Dollar Bill, Don Jaguar, Lorenzo Patterson | Flash Light de Parliament Real Niggaz Don't Die de N.W.A                                                                                    | 4:43  |
| 6.  | You Wanna Fuck Her      | Lorenzo Patterson                          | | 4:31  |
| 7.  | Mayday On The Frontline | Lorenzo Patterson                          | | 4:27  |
| 8.  | Attack On Babylon       | Rhythm D, Lorenzo Patterson                | | 4:48  |
| 9.  | Do You Believe          | Lorenzo Patterson                          | | 2:45  |
| 10. | Mr. Fuck Up             | Juvenile, Tootie                           | The Payback de James Brown Sneakin' in the Back de Tom Scott et L.A. Express Flash Ligh de Parliament The Nigga Ya Love to Hate de Ice Cube | 3:49  |
| 11. | Shock of The Hour       | Lorenzo Patterson, Tootie                  | Don't Change Your Love de Five Stairsteps                                                                                                   | 3:56  |

## Classements
| Classement (1993)            | Meilleure position |
| ---------------------------- | ------------------ |
| Billboard 200                | 22                 |
| Billboard R&B/Hip-Hop Albums | 1                  |